# Евер Паласіос
Евер Паласіос (ісп. Ever Palacios, нар. 18 січня 1969, Калі) — колумбійський футболіст, що грав на позиції захисника.
Виступав, зокрема, за клуби «Депортіво Калі», «Атлетіко Насьйональ» та «Бояка Чіко», а також національну збірну Колумбії.

## Клубна кар'єра
У дорослому футболі дебютував 1991 року виступами за команду клубу «Депортіво Калі», в якій провів сім сезонів, взявши участь у 155 матчах чемпіонату. Більшість часу, проведеного у складі «Депортіво Калі», був основним гравцем захисту команди.
Своєю грою за цю команду привернув увагу представників тренерського штабу клубу «Атлетіко Насьйональ», до складу якого приєднався 1998 року. Відіграв за команду з Медельїна наступні два сезони своєї ігрової кар'єри. Граючи у складі «Атлетіко Насьйональ» також здебільшого виходив на поле в основному складі команди.
Згодом з 2001 по 2004 рік грав у Японії за команди клубів «Сьонан Бельмаре» та «Касіва Рейсол».
У 2005 році перейшов до клубу «Бояка Чіко», за який відіграв 6 сезонів. Тренерським штабом нового клубу також розглядався як гравець «основи». Завершив професійну кар'єру футболіста виступами за команду «Бояка Чіко» у 2011 році.

## Виступи за збірну
У 1997 році дебютував в офіційних матчах у складі національної збірної Колумбії. Протягом кар'єри у національній команді, яка тривала усього 2 роки, провів у формі головної команди країни 10 матчів, забивши 1 гол.
У складі збірної був учасником чемпіонату світу 1998 року у Франції.